# Pomielnica
Pomielnica (ros. Помельница) – przystanek kolejowy w rejonie syczowskim, w obwodzie smoleńskim, w Rosji. Położony jest na linii Lichosławl – Rżew – Wiaźma, w znacznym oddaleniu od skupisk ludzkich.
Nazwa pochodzi od pobliskiego uroczyska Pomielnica.